# Chloragogzelle
Chloragogzellen (Chloragozyten) sind ein Zelltyp im Darmepithel der Ringelwürmer (Annelida). Die Zellen speichern Fett und Stickstoffprodukte und helfen bei der Synthese von Glykogen, außerdem haben sie eine zentrale Funktion in der Immunabwehr.

## Herkunft und Beschreibung
Die Chloragogzellen bilden sich aus dem den Darm und das Rückengefäß umgebenden Zellen des Peritoneum (Coelothel), also der äußeren Begrenzung des Coelomraumes. Sie sind zum so genannten Chloragoggewebe angeordnet, das dem Darm der Tiere aufliegt und beim präparierten Regenwurm als gelblich-weißes Gewebe (Chloragoggewebe) ins Auge fällt. Bei den Egeln (Hirudinea), bei denen das Coelothel aufgelöst ist, bilden die Chloragogzellen als parenchymartiges Gewebe vor allem die Muskelstränge, bei ihnen werden die Zellen als Botryoidzellen und das Gewebe entsprechend als Botryoidgewebe bezeichnet.